# Castromembibre
Castromembibre település Spanyolországban, Valladolid tartományban. Castromembibre San Pedro de Latarce, Villavellid, Tiedra és Vezdemarbán községekkel határos. Lakosainak száma 49 fő (2024).

## Népesség
A település népessége az utóbbi években az alábbiak szerint változott:
| Lakosok száma | 85   | 80   | 76   | 74   | 73   | 65   | 58   | 54   | 51   | 49   |
|               | 2001 | 2004 | 2007 | 2009 | 2012 | 2014 | 2017 | 2019 | 2022 | 2024 |